# Ханна Монтана
Ханна Монтана (англ. Hannah Montana) — американський музичний комедійний серіал про популярну молодіжну співачку Ханну Монтану.
Серіал транслювався на американському телеканалі Disney Channel. В Україні локалізація здійснена на замовлення «Нового каналу», а пізніше на телеканалі «ПлюсПлюс».

## Сюжет
Майлі Стюарт — звичайна дівчина, яка навчається у школі, розважається з друзями, обговорює вчителів, одяг і хлопців. Але у неї є таємниця, про яку знають лише її найближчі друзі (Ліллі Траскотт і Олівер Окен) і родичі — вона зірка! Одяг, окуляри, макіяж і перука — усе, що потрібно для її перетворення в суперзірку і кумира мільйонів людей Ханну Монтану. Майлі постійно приховує свій секрет, щоб мати змогу жити нормальним життям. При цьому, з нею трапляються різні кумедні ситуації, про які й ідеться у серіалі.

## Доля серіалу
10 квітня 2009 у кінотеатрах вийшов художній фільм «Ханна Монтана». Третій сезон серіалу вийшов 2 листопада 2008 і закінчився 14 березня 2010. Шоу продовжилося з четвертого й останнього сезону, знімання якого почалося 18 січня 2010 і закінчилося 14 травня 2010. Останній сезон вийшов у світ 11 липня 2010 і став останнім ситкомом Disney Channel для переходу від стандартної чіткості до високої. 4 сезон «Ханни Монтани» рекламується як: «Ханна Монтана: Назавжди». Одногодинна серія вийшла в ефір 16 січня 2011 року.

## Визнання
Серіал був номінований на прайм-тайм премію «Еммі» в категорії «Видатна дитяча програма» з 2007 по 2010.

## У ролях

### Основні актори
- Майлі Сайрус — Майлі Стюарт/Ханна Монтана
- Емілі Осмент — Ліллі Траскотт/Лола Лафнагл (у 2-гій серії була ЛаФонда)
- Мітчел Муссо — Олівер Окен/Майк Стендлі III
- Джейсон Ерлз — Джексон Стюарт
- Біллі Рей Сайрус — Роббі Стюарт
- Мойзес Аріас — Ріко (основний з 2-го сезону)

### Другорядні актори
- Францес Келієр — Роксі (Тілоохоронець Ганни)
- Ромі Деймс — Трейсі Ван Горн(подруга Ганни)
- Шаніка Ноувелс — Ембер Адамс
- Анна Марія Перез де Тагль — Ешлі Девітт
- Морган Йорк — Сара
- Грег Бакер — Містер Кореллі
- Селена Гомес — Макєйла
- Коді Лунлі — Джейк Леслі Раян
- Доллі Партон — Тітка Доллі
- Андре Кінней — Купер
- Гейлі Чейз — Джоанні Палумбо